# 麥康奈爾斯維爾 (紐約州)
麥康奈爾斯維爾（英語：McConnellsville）是位於美國紐約州奧奈達縣的非建制地區。

## 歷史
麥康奈爾斯維爾的郵局於1824年設立，其後於1994年停運。

## 地理
麥康奈爾斯維爾所處的海拔為高於海平面146米（即479英呎），而該地所採用的時區為UTC-5，即北美东部时区（EST）。同時該地設有夏令時間，為UTC-5調快一小時，即UTC-4（EDT）。